# Calkinsita-(Ce)
La calkinsita-(Ce) és un mineral de la classe dels carbonats. Rep el seu nom de Frank Cathcart Calkins (1878–1974), geòleg del U.S. Geological Survey. El sufix "-(Ce)" designa l'element de terres rares dominant en la seva composició.

## Característiques
La calkinsita-(Ce) és un carbonat de fórmula química (Ce,La)₂(CO₃)₃·4H₂O. Cristal·litza en el sistema ortoròmbic. Forma cristalls laminars en {010}, d'aproximadament 1 mil·límetre. La seva duresa a l'escala de Mohs és 2,5.
Segons la classificació de Nickel-Strunz, la calkinsita-(Ce) pertany a «05.CC - Carbonats sense anions addicionals, amb H₂O, amb elements de terres rares (REE)» juntament amb els següents minerals: donnayita-(Y), ewaldita, mckelveyita-(Y), weloganita, tengerita-(Y), kimuraïta-(Y), lokkaïta-(Y), shomiokita-(Y), lantanita-(Ce), lantanita-(La), lantanita-(Nd), adamsita-(Y), decrespignyita-(Y) i galgenbergita-(Ce).

## Formació i jaciments
Es troba com a producte de la meteorització estretament associat amb la burbankita, en filons de calcita que tallen shonkinita. Sol trobar-se associada a altres minerals com: burbankita, ancilita, lantanita, barita, goethita, calcita, biotita, barita, estroncianita, pirita, dolomita, khanneshita, carbocernaïta, mckelveyita o minerals del grup de la clorita. Va ser descoberta al Big Sandy Creek, als monts Bearpaw, al comtat de Hill, Montana (Estats Units).